# Handgepäck

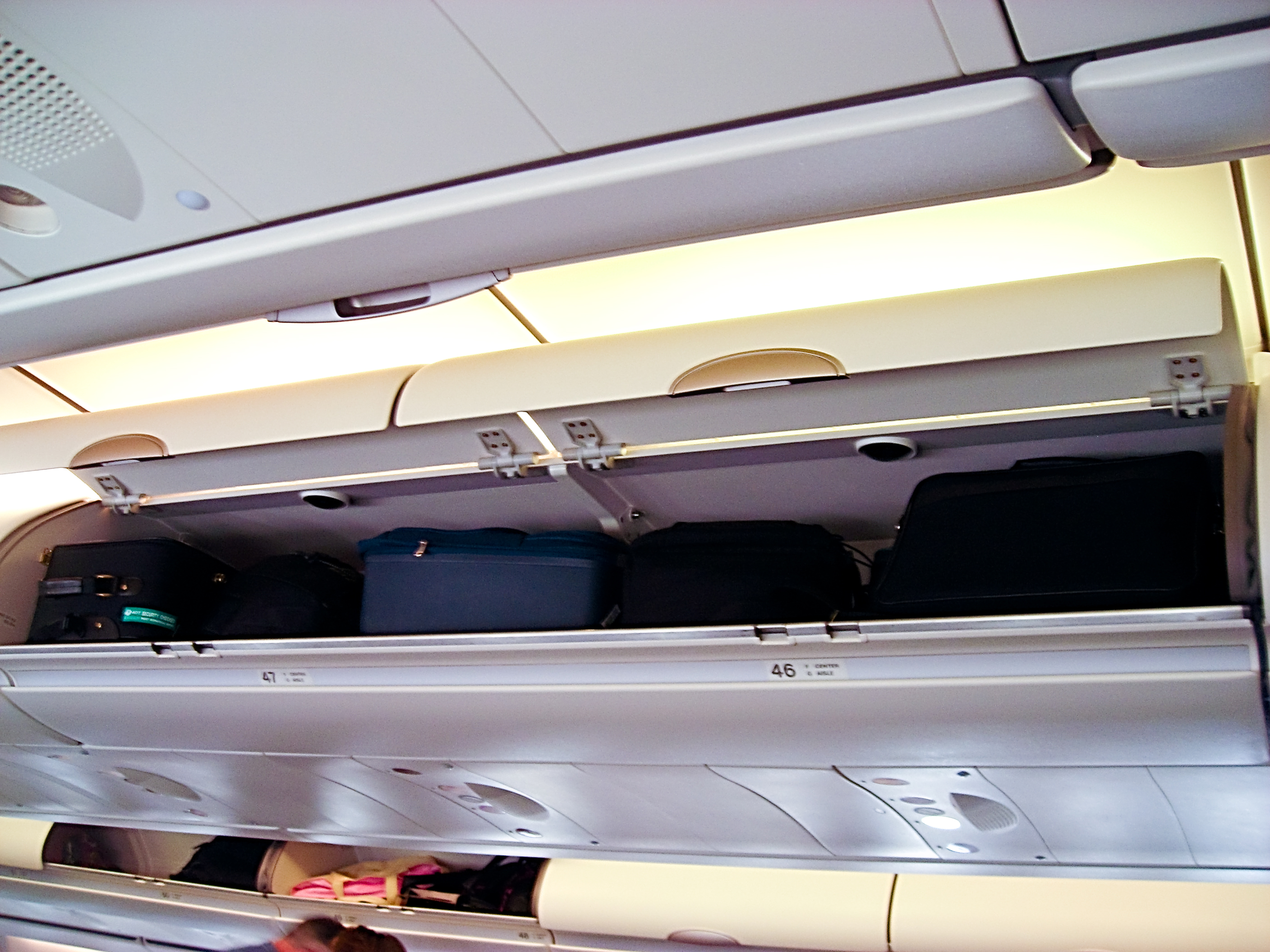
Handgepäck-Stauräume an Bord eines Verkehrsflugzeuges

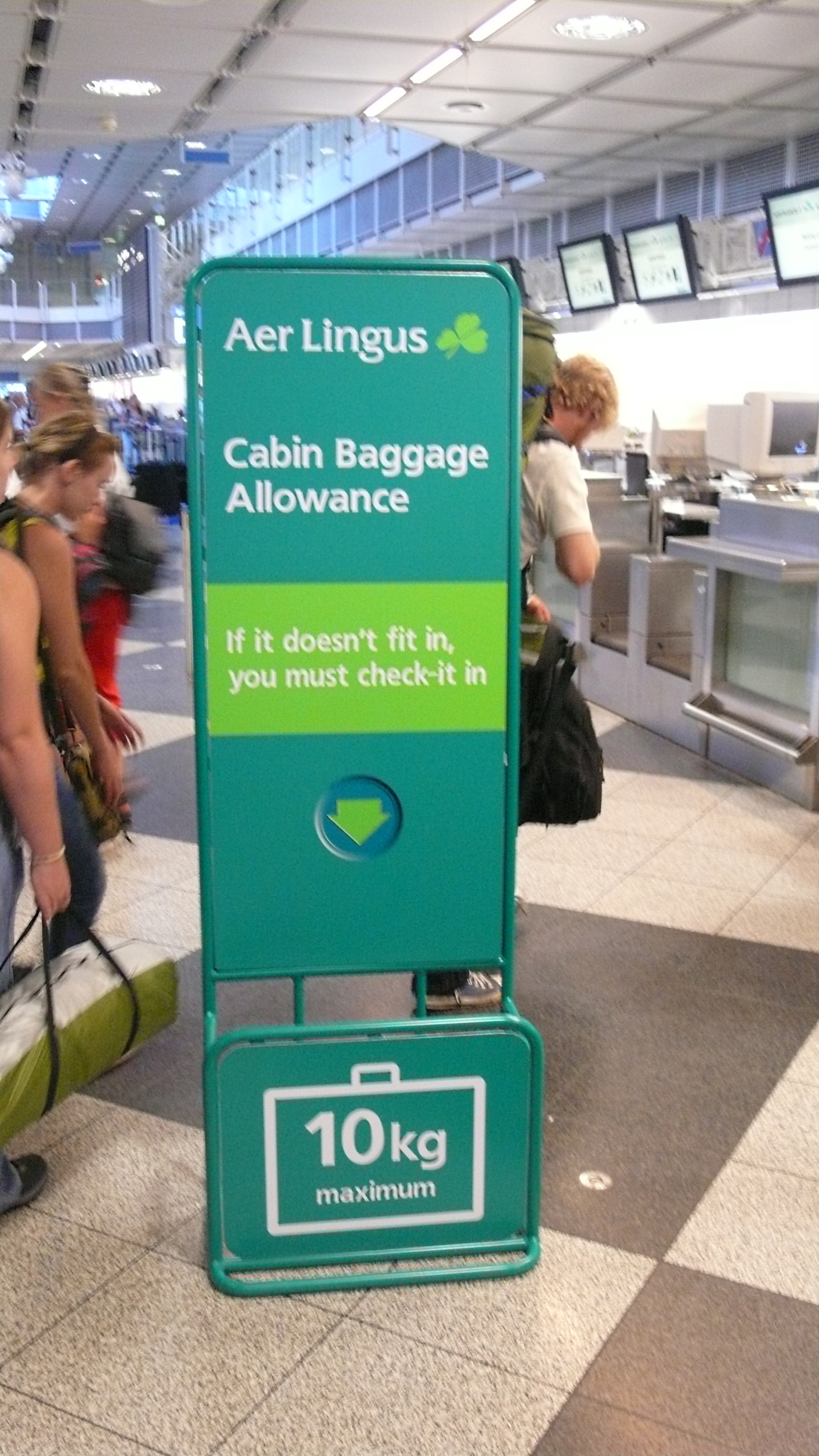
Handgepäck-Lehre am Terminal einer Fluggesellschaft

Unter Handgepäck (auch Bordgepäck; englisch carry-on baggage/luggage, hand baggage/luggage) versteht man leicht tragbare Gepäckstücke, die Flugpassagiere bei einer Flugreise in der Kabine mitführen dürfen und nicht am Check-in-Schalter aufgeben müssen.

## Allgemeines
Der Begriff Handgepäck soll vom übrigen Gepäck unterscheiden, das in Form von Koffern, Trolleys, Tiertransportboxen oder anderen Transporthilfsmitteln im Unterflurfrachtraum verstaut wird.
Art, Abmessungen und Höchstgewicht von Handgepäck ist in den Beförderungsbedingungen konkret und je nach Fluggesellschaft unterschiedlich geregelt. Die Regelungen orientieren sich als Normalformat an den Abmessungen des Pilotenkoffers (55 × 40 × 20 cm) und dessen Gewicht (oft 6 kg). Für das Handgepäck ist eine besondere Gepäckablage (englisch hand baggage/luggage storage, overhead bins, overhead compartments) oberhalb der Sitzplätze vorgesehen, ersatzweise muss es unter dem Vordersitz verstaut werden.

## Regelungen

### Verbotene Gegenstände
Im Handgepäck dürfen keine gefährlichen Gegenstände mitgeführt werden. Als gefährlich gelten Gegenstände, die an Bord als Waffe genutzt werden könnten. Eine vollständige Liste mit allen verbotenen Gegenständen existiert nicht. Im Zweifelsfall übernimmt das Sicherheitspersonal die Einschätzung bei der Gepäckkontrolle. Zuwiderhandlungen werden auf deutschem Boden nach dem Luftsicherheitsgesetz mit Freiheitsstrafe von bis zu zwei Jahren oder Geldstrafe bestraft. Das Handgepäck wird am Zugang zum Flugsteig in der Sicherheitskontrolle im Beisein des Fluggastes überprüft, während das Hauptgepäck in dessen Abwesenheit überprüft wird.
Umgekehrt dürfen Ersatz-Akkus und Powerbanks nach den Regelungen einzelner Fluggesellschaften nur im Handgepäck, nicht aber als aufgegebenes Gepäck transportiert werden, da diese bei einer Fehlfunktion oder einem mechanischen Bruch überhitzen und Feuer fangen können. Diese Geräte, ebenso wie E-Zigaretten, sollen während des Fluges leicht zugänglich verstaut werden.
In den meisten Ländern (darunter auch die Europäische Union und die USA) dürfen Flüssigkeiten im Handgepäck nur in Behältern mit einem aufgedruckten Maximalvolumen von 100 ml transportiert werden. Von typischen Drogerie-Artikeln haben beispielsweise Zahnpasta (Eigenmarken oft 125 ml) und Sonnencreme (unter 200 ml nur als Probiergrößen) häufig zu große Verpackungen, ebenso wie Getränke. Außerdem müssen diese Flüssigkeits-Behälter (pro Behälter maximal 100 ml) in einen durchsichtigen und wieder verschließbaren Beutel verstaut werden, der ein maximales Fassungsvermögen von 1 Liter nicht überschreiten darf. Bei der Sicherheitskontrolle muss dieser Beutel separat vorgezeigt werden. Eine Ausnahme bilden dabei persönliche Medikamente und Babynahrung. Ausgenommen sind auch Flüssigkeiten aus dem Duty-free. Sie werden beim Kauf zusammen mit dem Beleg in einem Sicherheitsbeutel versiegelt und dürfen während des Fluges nicht geöffnet werden. Nichtalkoholische Getränke werden nicht verpackt, was aber bedeutet, dass sie verzehrt werden müssen, falls bei einer Umsteigeverbindung der Sicherheitsbereich verlassen werden muss. Obwohl bei Behältern mit Inhalt das aufgedruckte Maximalvolumen ausschlaggebend ist, gilt die Begrenzung auf 100 ml nicht, wenn sie leer sind. So können leere Flaschen mitgebracht und nach der Sicherheitskontrolle mit Trinkwasser gefüllt werden. Dazu sind im Sicherheitsbereich von Flughäfen zunehmend kostenlose Wasserspender vorhanden. In Regionen mit guter Leitungswasserqualität eignet sich auch dieses. In einigen Ländern (z. B. Südafrika, Australien) existieren auf Inlandsflügen keine Beschränkungen bezüglich Flüssigkeiten, auf internationalen Flügen jedoch die zuvor genannten.
Im Rahmen der zunehmenden Gepäckkontrollen mit modernen CT-Scannern (Computertomografie), ergänzte die EU im April 2024 die bestehenden Regelungen, bei denen Reisende anstatt der üblichen 100 Milliliter bis zu 330 Milliliter an Flüssigkeiten im Handgepäck mitführen durften. Die modernen Geräte können im Gegensatz zu den bisher mehrheitlich eingesetzten Röntgen-Scannern dreidimensionale Ansichten der Gepäckstücke erstellen und Flüssigkeiten analysieren. Im September 2024 wurde diese Regelung aber vorerst wieder ausgesetzt, da bekannt gewordene technische Fehler gewisser Baureihen der Scanner erst beseitigt werden müssten.

### Freigepäck und Delivery-at-Aircraft
Unter Freigepäck versteht man die Masse (Gewicht), die ein Fluggast je nach seinem Flugticket transportieren lassen kann. In der Regel wird dabei nur das aufgegebene Gepäck (Checked Luggage) gewogen, das Handgepäck ist (wenn überhaupt) gesondert begrenzt (z. B. auf 10 kg).
Bei kleineren Verkehrsflugzeugen mit wenig Platz in der Kabine (z. B. CRJ900 oder De Havilland DHC-8-400) wird für größere Handgepäckstücke das Delivery-at-Aircraft-Verfahren angewandt, das heißt, sie werden direkt vor Betreten des Fliegers in den Frachtraum verladen.

### Verstauung des Handgepäcks and Bord
Zum Start und zur Landung muss das Handgepäck entweder in den Gepäckablagen über den Sitzen oder unter dem Vordersitz verstaut werden, wobei Flaschen und schwerere Gepäckstücke ausschließlich unter den Vordersitz zu legen sind, um die Mitreisenden vor dem Herunterfallen zu schützen.
In speziellen Sitzreihen (z. B. am Notausgang) gelten besondere Regeln zum Verstauen des Handgepäcks: So muss hier das gesamte Handgepäck in den oberen Gepäckablagen verstaut werden. In den Reihen direkt an einem der Notausgänge (z. B. an einem Notausstiegsfenster) dürfen sich zum Start und zur Landung auch keine Gegenstände in den Sitztaschen befinden. Die Sicherheitsinstruktionen zählen nicht hierzu, da sie Teil der erforderlichen Notausrüstung sind.
Bei den oberen Ablagen kann es ggf. Fächer geben, in denen das Verstauen des Gepäcks ebenfalls nicht gestattet ist. Dies betrifft zum Beispiel die Fächer, in denen sich Teile der Notausrüstung befinden, die im Notfall schnell griffbereit sein muss. Diese Fächer sind dementsprechend gekennzeichnet.

## Beschränkungen
In der Regel ist das Handgepäck auf ein Gepäckstück pro Fluggast limitiert und unterliegt zusätzlich bestimmten Gewichts- und Größengrenzen: Die IATA empfiehlt eine Summe aus Länge, Breite und Höhe von 115 cm. Üblich ist allerdings eine Maximalgröße von 56 cm × 45 cm × 25 cm (IATA-Empfehlung) bzw. 55 cm × 40 cm × 20 cm.
Da es keine verpflichtende Standardisierung hinsichtlich der Handgepäckbestimmung gibt, haben die einzelnen Fluggesellschaften ihre eigenen Handgepäckbestimmungen (siehe Tabelle unten). 2015 hat die IATA den Versuch unternommen durch die Einführung des „IATA Cabin OK“-Logos eine einheitliche Größe für das Handgepäck einzuführen. Das Handgepäck sollte demnach eine maximale Größe von 55 × 35 × 20 cm haben. Einige große Fluggesellschaften, wie Air China, Avianca, Azul, Cathay Pacific, China Southern, Emirates, Lufthansa und Qatar Airways, wollten zunächst diese neuen Größenbestimmungen einführen. Der Vorschlag zur Einführung von neuen Größenbeschränkungen wurde jedoch stark kritisiert, infolgedessen hat die IATA die „Cabin OK“-Initiative vorerst ausgesetzt.
Das Maximalgewicht bewegt sich bei den meisten Fluggesellschaften zwischen 5 kg und 12 kg. Die Handgepäckbestimmungen variieren nicht nur zwischen Fluggesellschaften, sondern hängen oft auch vom eingesetzten Fluggerät ab. Auch die Buchungsklasse kann Einfluss darauf haben: So ist in der billigsten Klasse meist nur ein Stück, sind in den höheren Klassen jedoch zwei Stücke Handgepäck erlaubt. Ist bereits in der niedrigsten Klasse ein großes Gepäckstück enthalten, bieten viele Fluggesellschaften an, dass Passagiere einen zusätzlichen „persönlichen Gegenstand“ wie eine Laptop- oder Handtasche – i.a.R. ohne Gewichtsbeschränkung – mitnehmen können, sofern er unter den Vordersitz passt.
| Flugzeugtyp    | Stücke | Quelle     |
| -------------- | ------ | ---------- |
| Boeing 737-800 | 100    | Ryanair    |
| Airbus A320ceo | 104    | Air France |
| Airbus A321ceo | 113    | Air France |

Bei den Beschränkungen für das Handgepäck müssen die Fluggesellschaften den Platz in den Gepäckfächern an Bord beachten. Billigflieger verlangen daher von ihren Passagieren einen Aufpreis für ein großes Handgepäckstück, den sie pro Flug nur bis zu einer bestimmten Anzahl verkaufen. Bei Ferienfliegern haben die Passagiere oft eine Pauschalreise gebucht, durch die sie ihr meistes Gepäck kostenlos aufgeben konnten. Andere Fluggesellschaften mit großem Handgepäckstück in jedem Tarif, also vor allem Flag-Carrier, stellt jedoch das Handgepäckaufkommen insbesondere in Schmalrumpfflugzeugen oft vor ein Problem, das den Abflug verzögern kann. Daher werden zunehmend höhere Gepäckfächer installiert, in denen pro Doppelfach statt fünf Gepäckstücken liegend (siehe Bild oben im Artikel) acht auf der Seite stehend transportiert werden.
Beschränkungen einiger Fluggesellschaften in der Economy-Klasse:
| Fluggesellschaft           | Max. Abmessungen                        | Max. Gewicht, Anmerkungen                                                                                          | Zusätzl. Gegenstand               | Weitere Bestimmungen |
| -------------------------- | --------------------------------------- | --- | --------------------------------- | -------------------- |
| Aegean                     | 56 cm × 45 cm × 25 cm                   | 8 kg (55 cm × 40 cm × 23 cm in Regionalflugzeugen)                                                                 | ja (nicht im Light-Tarif)         | Details              |
| Aeroflot                   | 55 cm × 40 cm × 25 cm                   | 10 kg Economy Class / 15 kg Business Class                                                                         | ja                                | Details              |
| Aeroméxico                 | 56 cm × 36 cm × 23 cm                   | 10 kg Economy / 18 kg Premier                                                                                      | ja                                | Details              |
| Aer Lingus                 | 55 cm × 40 cm × 24 cm                   | 10 kg | ja                                | Details              |
| Air Asia                   | 56 cm × 36 cm × 23 cm                   | 7 kg in Summe 2 Stück                                                                                              | ja                                | Details              |
| Air China                  | 55 cm × 40 cm × 20 cm                   | 5 kg | ja                                | Details              |
| Air Europa                 | 55 cm × 35 cm × 25 cm                   | 10 kg Economy Class / 14 kg Business Class / 18 kg Business Class Langstrecke                                      | ja                                | Details              |
| Air France                 | 55 cm × 35 cm × 25 cm                   | 12 kg / 18 kg | ja                                | Details              |
| Air Malta                  | 55 cm × 40 cm × 20 cm                   | 10 kg | ja                                | Details              |
| American Airlines          | 56 cm × 36 cm × 23 cm                   | keine Begrenzung                                                                                                   | ja                                | Details              |
| Austrian Airlines          | 55 cm × 40 cm × 23 cm                   | 8 kg | ja                                | Details              |
| British Airways            | 56 cm × 45 cm × 25 cm                   | 23 kg | ja                                | Details              |
| Brussels Airlines          | 55 cm × 40 cm × 23 cm                   | 8 kg | ja                                | Details              |
| Condor                     | 40 cm × 30 cm × 10 cm                   | keine Begrenzung                                                                                                   | nein                              | Details              |
| Condor                     | 55 cm × 40 cm × 20 cm                   | 8 kg nur gegen Aufpreis (Economy Light) / 8 kg (Economy Class) / 10 kg (Best und Premium) / 10 kg (Business Class) | nein                              | Details              |
| Copa Airlines              | 56 cm × 36 cm × 23 cm                   | 10 kg | ja                                | Details              |
| Corendon Airlines, -Europe | 55 cm × 40 cm × 25 cm                   | 8 kg (nicht im Promo-Tarif)                                                                                        | ja (3 kg)                         | Details              |
| Delta Air Lines            | 56 cm × 35 cm × 23 cm                   | keine Begrenzung                                                                                                   | ja                                | Details              |
| EasyJet                    | 45 cm × 36 cm × 20 cm                   | 15 kg | nein                              | Details              |
| EasyJet                    | 56 cm × 45 cm × 25 cm (kostenpflichtig) | 15 kg | ja (45 cm × 36 cm × 20 cm, 15 kg) | Details              |
| Edelweiss Air              | 55 cm × 40 cm × 23 cm                   | 8 kg | ja                                | Details              |
| Emirates                   | 55 cm × 38 cm × 22 cm                   | 7 kg | nein                              | Details              |
| Etihad                     | 56 cm × 36 cm × 23 cm                   | 7 kg | nein                              | Details              |
| Eurowings                  | 40 cm × 30 cm × 25 cm                   | keine Begrenzung                                                                                                   | nein                              | Details              |
| Eurowings                  | 55 cm × 40 cm × 23 cm                   | 8 kg (im BASIC-Tarif nur mit „Priority“-Aufpreis)                                                                  | nein                              | Details              |
| Eurowings Discover         | 55 cm × 40 cm × 23 cm                   | 8 kg | ja                                | Details              |
| Finnair                    | 55 cm × 40 cm × 23 cm                   | 8 kg | ja                                | Details              |
| Iberia                     | 56 cm × 40 cm × 25 cm                   | 10 kg (Economy), 14 kg (Business)                                                                                  | ja (40 cm × 30 cm × 15 cm)        | Details              |
| ITA Airways                | 55 cm × 35 cm × 25 cm                   | 8 kg | ja                                | Details              |
| Japan Airlines             | 55 cm × 40 cm × 25 cm                   | 10 kg | ja                                | Details              |
| KLM                        | 55 cm × 35 cm × 25 cm                   | 12 kg | ja                                | Details              |
| LOT                        | 55 cm × 40 cm × 23 cm                   | 8 kg | ja                                | Details              |
| Lufthansa                  | 55 cm × 40 cm × 23 cm                   | 8 kg | ja                                | Details              |
| Luxair                     | 55 cm × 40 cm × 23 cm                   | 8 kg | ja                                | Details              |
| Norwegian                  | 38 cm × 30 cm × 20 cm                   | 10 kg | nein                              | Details              |
| Norwegian                  | 55 cm × 40 cm × 23 cm (kostenpflichtig) | 10 kg/15 kg (je nach Tarif; inkl. zusätzlichem Gegenstand)                                                         | ja (38 cm × 30 cm × 20 cm)        | Details              |
| Pegasus                    | 55 cm × 40 cm × 20 cm                   | keine Angaben | nein                              | Details              |
| Qatar Airways              | 50 cm × 37 cm × 25 cm                   | 7 kg | ja                                | Details              |
| Ryanair                    | 40 cm × 30 cm × 20 cm                   | keine Begrenzung                                                                                                   | nein                              | Details              |
| Ryanair                    | 55 cm × 40 cm × 20 cm (kostenpflichtig) | 10 kg | ja (40 cm × 30 cm × 20 cm)        | Details              |
| SAS Scandinavian Airlines  | 55 cm × 40 cm × 23 cm                   | 8 kg | ja                                | Details              |
| Scoot                      | 54 cm × 38 cm × 23 cm                   | 10 kg (beide Stücke gemeinsam)                                                                                     | ja (40 cm × 30 cm × 10 cm)        | Details              |
| Sunexpress                 | 55 cm × 40 cm × 23 cm                   | 8 kg | ja                                | Details              |
| Sundair                    | 55 cm × 40 cm × 20 cm                   | 6 kg | ja                                | Details              |
| Swiss                      | 55 cm × 40 cm × 23 cm                   | 8 kg | ja                                | Details              |
| TAP Air Portugal           | 55 cm × 40 cm × 20 cm                   | 8 kg | ja                                | Details              |
| Thai Airways International | 56 cm × 45 cm × 25 cm                   | 7 kg | nein                              | Details              |
| TUIfly                     | 55 cm × 40 cm × 20 cm (kostenpflichtig) | 10 kg | ja (40 cm × 30 cm × 20 cm)        | Details              |
| Turkish Airlines           | 55 cm × 40 cm × 23 cm                   | 8 kg | ja                                | Details              |
| United Airlines            | 56 cm × 35 cm × 23 cm                   | keine Begrenzung                                                                                                   | ja                                | Details              |
| Vueling                    | 40 cm × 30 cm × 20 cm                   | keine Begrenzung                                                                                                   | nein                              | Details              |
| Vueling                    | 55 cm × 40 cm × 20 cm                   | 10 kg (im Basic-Tarif nur gegen Aufpreis)                                                                          | nein                              | Details              |
| Wizz Air                   | 40 cm × 30 cm × 20 cm                   | 10 kg, bei Rollkoffern zzgl. max. 5 cm für die Räder                                                               | nein                              | Details              |
| Wizz Air                   | 55 cm × 40 cm × 23 cm                   | 10 kg (zusätzliches Gepäckstück mit „WIZZ Priority“ Aufpreis), bei Rollkoffern zzgl. max. 5 cm für die Räder       | nein                              | Details              |